# Tańce w Ballybeg
Tańce w Ballybeg (ang. Dancing at Lughnasa) – dramat Briana Friela w dwóch aktach. Prapremiera odbyła się w Dublinie 24 kwietnia 1990.

## Treść
Akcja rozgrywa się w 1936 we wspomnieniach dorosłego już bohatera (Micheala). Micheal ma wówczas siedem lat i mieszka w Ballybeg z matką (Christine) i jej czterema siostrami (Kate, Maggie, Agnes i Rose). Sytuacja materialna rodziny nie jest dobra, więc jedyną rozrywką kobiet jest taniec do muzyki płynącej z radia. Radio wciąż się psuje i trzeba ponosić wydatki na baterie, jednak daje im jedyne chwile beztroski i radości. Do rodziny należy również wuj Jack, który nieoczekiwanie powraca z Afryki, gdzie przez 25 lat pełnił służbę misjonarską, okazuje się jednak, że zamiast nawracać pogan sam przejął ich zwyczaje. Pojawia się także ojciec Micheala, uroczy lekkoduch Gerry. Stabilne życie rodziny powoli się rozpada: Kate traci pracę nauczycielki, Gerry wyrusza na wojnę do Hiszpanii, Agnes i Rose potajemnie wyprowadzają się, a Christine zmuszona jest podjąć pracę w fabryce, której nienawidzi. Jedynie prowadząca dom Maggie próbuje udawać, że nic się nie stało.

## Ballybeg
Fikcyjna miejscowość Ballybeg została wykreowana przez Briana Friela na podstawie jego własnych wspomnień z dzieciństwa spędzonego w Glenties (hrabstwo Donegal). Jej nazwa nawiązuje do irlandzkiego określenia Baile Beag (pol. małe miasteczko). W Ballybeg toczy się akcja również innych utworów Briana Friela m.in. Philadelphia, Here I Come! oraz Translations.

## Nagrody
- Laurence Olivier Award (1991)
- Evening Standard Theatre Awards dla najlepszej sztuki (1991)
- Tony Award dla najlepszej sztuki (1992)
- nagroda New York Drama Critics' Circle dla najlepszej sztuki (1992)

## Ekranizacja
- Taniec ulotnych marzeń (1998, reż. Pat O'Connor)[5][6]

## Tańce w Ballybegw Polsce

### Przekład
Utwór przetłumaczyła na język polski Małgorzata Semil. W języku polskim został wydany w 2011 r. w zbiorze pt. Dramaty irlandzkie.

### Inscenizacje (wybór)
- Teatr Powszechny im. Zygmunta Hübnera w Warszawie (1993, reż. Judy Friel)[2][8]

- Teatr im. Juliusza Słowackiego w Krakowie (1993, reż. Bogdan Hussakowski)[2]
- Teatr im. Stefana Jaracza w Łodzi (1994, reż. Barbara Sass-Zdort)[2]
- Teatr im. Wandy Siemaszkowej w Rzeszowie (2005)[2]
- Akademia Teatralna im. Aleksandra Zelwerowicza (2006, reż. Iwona Kempa)[2][9]
- Teatr Planeta M w Poznaniu (2012, reż. Magdalena Płaneta)[2]
- Teatr im. Stefana Jaracza w Olsztynie (2015, reż. Julia Wernio)[2][10]
- Teatr im. Stefana Jaracza w Łodzi (2024, reż. Ewa Kustusz-Warwas)[11][12][3]